# Naval Ravikant
Naval Ravikant es un empresario e inversor indio-estadounidense. Es cofundador, presidente y exdirector ejecutivo de AngelList. En sus comienzos invirtió en más de 200 empresas, incluidas Uber, Foursquare, Twitter, Wish.com, Poshmark, Postmates, Thumbtack, Notion, SnapLogic, Opendoor, Clubhouse, Stack Overflow, Bolt, OpenDNS, Yammer y Clearview AI, con más de 70 salidas en total, y más de 10 empresas Unicornio.
Ravikant es miembro del Edmund Hillary Fellowship. Comparte consejos a través de podcasts sobre salud, riqueza y felicidad.
Ravikant nació en 1974 en Nueva Delhi, India. Cuando tenía 9 años se mudó a Nueva York con su madre y su hermano Kamal. Se graduó en la Stuyvesant High School en 1991. En 1995 se graduó en Ciencias de la Computación y Economía en el Dartmouth College .  En la universidad realizó una pasantía en el bufete de abogados Davis Polk & Wardwell .  Después de graduarse en el Dartmouth College, Naval tuvo un breve período en el Boston Consulting Group antes de dirigirse a Silicon Valley. 